# サッカー選手一覧
サッカー選手一覧では、地域別のサッカー選手の一覧について記述する（女子選手については女子サッカー選手一覧に記述）。

## アジア(AFC)
- アジアのサッカー選手一覧
  - 日本のサッカー選手一覧
  - 韓国のサッカー選手一覧
  - イラクのサッカー選手一覧
  - オーストラリアのサッカー選手一覧

## アフリカ(CAF)
- アフリカのサッカー選手一覧
  - カメルーンのサッカー選手一覧
  - コートジボワールのサッカー選手一覧
  - ナイジェリアのサッカー選手一覧

## 北中米・カリブ(CONCACAF)
- 北中米カリブ海諸国のサッカー選手一覧
  - メキシコのサッカー選手一覧
  - アメリカ合衆国のサッカー選手一覧

## 南アメリカ(CONMEBOL)
- 南アメリカのサッカー選手一覧
  - アルゼンチンのサッカー選手一覧
  - ブラジルのサッカー選手一覧
  - ウルグアイのサッカー選手一覧
  - パラグアイのサッカー選手一覧
  - チリのサッカー選手一覧

## オセアニア(OFC)
- オセアニアのサッカー選手一覧

### アメリカ領サモア
- ニッキー・サラプ
- ラミン・オット
- ジャイヤ・サエルア

### 北マリアナ諸島
- ルーカス・クネヒト
- Peter Loken（英語版）

### クック諸島
- Augusty Bartillard（英語版）
- Campbell Best（英語版）

### サモア
- Aukusitino Aitupe（英語版）
- Masei Amosa（英語版）

### ソロモン諸島
- ベンジャミン・トトリ

### ツバル
- Uota Ale（英語版）
- Semese Alefaio（英語版）

### トンガ
- Kinitoni Falatau（英語版）
- Kaneti Felela（英語版）

### ニューカレドニア
- Marius Bako（英語版）
- Emile Béaruné（英語版）

### ニュージーランド
- アイザック・テレ・フィッツジェラルド
- イヴァン・ヴィセリッチ

### バヌアツ
- リチャード・イワイ

### パプアニューギニア
- David Aua（英語版）
- Godfrey Baniau（英語版）

### フィジー
- オセア・ヴァカタレサウ
- ロイ・クリシュナ

### ナウル
- Mati Fusi（英語版）

### キリバス
- Tongarua Akori（英語版）
- Karotu Bakaane（英語版）

## ヨーロッパ (UEFA)

### 北ヨーロッパ
- 北ヨーロッパ諸国のサッカー選手一覧

### 西ヨーロッパ
- 西ヨーロッパ諸国のサッカー選手一覧
  - イングランドのサッカー選手一覧
  - スコットランドのサッカー選手一覧
  - ウェールズのサッカー選手一覧
  - 北アイルランドのサッカー選手一覧
  - オランダのサッカー選手一覧
  - ドイツのサッカー選手一覧
  - オーストリアのサッカー選手一覧
  - フランスのサッカー選手一覧

#### スイス
- フランソワ・アフォルター
- アルメン・アブディ

#### ベルギー
- エデン・アザール
- トルガン・アザール
- ヤン・ヴェルトンゲン
- ケヴィン・デ・ブライネ

#### ルクセンブルク
- ジェフ・シュトラッサー
- ルイス・ピロット

#### アンドラ
- コルド・アルバレス
- オスカル・ソネジー

### 東ヨーロッパ
- 東ヨーロッパ諸国のサッカー選手一覧
  - ロシアのサッカー選手一覧
  - クロアチアのサッカー選手一覧

#### 北マケドニア共和国
- アギム・イブライミ
- バージェ・イリオスキ

#### アルバニア
- サミル・ウイカニ
- ロリック・カナ

### 南ヨーロッパ
- 南ヨーロッパ諸国のサッカー選手一覧
  - イタリアのサッカー選手一覧
  - スペインのサッカー選手一覧
  - ポルトガルのサッカー選手一覧

#### キプロス
- ヨアンニス・オッカス
- ソティリス・カヤファス

#### ギリシャ
- ヨアニス・アマナティディス
- ルーカス・ヴィントラ

#### サンマリノ
- アンディ・セルヴァ
- マヌエル・ポジャーリ

#### マルタ
- アンドレ・シェンブリ
- ローウェン・マスカット